# Bruno Amable
Bruno Amable, nacido el 15 de diciembre de 1961 en Francia, es un economista francés que se ha dedicado principalmente al estudio del neoliberalismo, y en particular de sus relaciones con la innovación, y al análisis de las diversas formas de capitalismo en los países desarrollados dando lugar a una teoría de los “cinco capitalismos”.

## Biografía
Nacido el 15 de diciembre de 1961, se graduó en la HEC Paris en 1984. De 1984 a 1986 fue asistente de investigación en el Instituto Internacional de Análisis Sistémico Aplicado en Laxenburg, Inglaterra, Austria. Obtuvo un MSc en análisis y política económica en 1987 en la Escuela de Estudios Superiores en Ciencias Sociales (EHESS). De 1989 a 1991 fue investigador del Instituto de Investigaciones Económicas y Sociales (IRES). Obtuvo el doctorado en economía en 1991 por la EHESS. De 1991 a 1998 fue investigador del Instituto Nacional para la Investigación Agronómica (INRA). Licenciado en educación superior desde 1998, fue profesor de economía en la Universidad de Lille-II de 1998 a 2001, luego en la Universidad de París X Nanterre de 2001 a 2006, luego profesor en la Universidad de París 1 Panthéon-Sorbonne y en la Escuela de Economía de París (EEP). También es miembro honorario del Instituto universitario de Francia (promoción de 2010). Desde agosto de 2016 es profesor titular en la Universidad de Ginebra.
En 2000, ganó el premio al mejor economista joven de Francia.